# Kanton Saint-Rambert-en-Bugey
Saint-Rambert-en-Bugey was een kanton van het Franse departement Ain. Het kanton maakte deel uit van het arrondissement Belley. Dit kanton omvatte tot de herindeling van 2015 12 gemeenten waarvan er daarna 8 naar kanton Ambérieu-en-Bugey gingen en 4 naar kanton Hauteville-Lompnes.

## Gemeenten
Het kanton Saint-Rambert-en-Bugey omvatte de volgende gemeenten:
- Arandas
- Argis
- Chaley
- Cleyzieu
- Conand
- Évosges
- Hostiaz
- Nivollet-Montgriffon
- Oncieu
- Saint-Rambert-en-Bugey (hoofdplaats)
- Tenay
- Torcieu